# Carola-Medaille

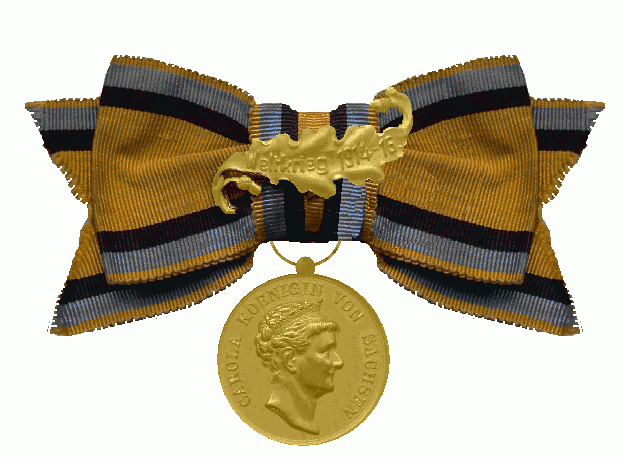
Carola-Medaille in Gold an der Damenschleife mit Bandspange

Die Carola-Medaille wurde am 17. September 1892 durch König Albert von Sachsen aus Anlass des 25-jährigen Bestehens des Albertvereins gestiftet.
Verliehen wurde die Auszeichnung in Gold, Silber oder Bronze auf Vorschlag der Königin Carola an Mitglieder des Albertvereins und an alle Personen, die sich auf dem Gebiet der hilfreichen Nächstenliebe im Krieg oder im Frieden besondere Verdienste erworben hatten.
Die Prägung erfolgte in der Münzstätte Muldenhütten.

## Aussehen
Die runde Medaille zeigt auf der Vorderseite das nach rechts gewandte Brustbild der Königin mit der Umschrift CAROLA KOENIGIN VON SACHSEN. Für die Rückseite gab es nacheinander zwei Typen der Medaille. Zuerst war, von zwei Rautenzweigen umschlossen, die zehnzeilige Inschrift GESTIFTET ZUM 25 JÄHRIGEN BESTEHEN DES ALBERT – VEREINS IN SACHSEN 1867-1892 FÜR HILFREICHE NÄCHSTENLIEBE zu lesen. Ab dem 26. Februar 1915 stand auf der Rückseite des zweiten Typs GESTIFTET FÜR HILFREICHE NÄCHSTENLIEBE. Der Durchmesser des ersten Typs betrug 27,9 mm, der des zweiten 27,95 mm. Beide Typen stammten vom Medailleur Max Barduleck und waren signiert mit M.B.

## Trageweise

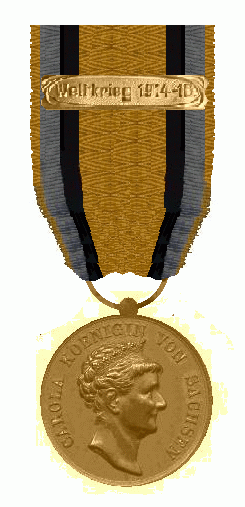
Carola-Medaille in Bronze mit Bandspange

Getragen wurde die Auszeichnung von Herren an einem gelben Band mit schwarzen und blauen Seitenstreifen auf der linken Brust und von Damen an einer Schleife aus gleichfarbigem Band an der linken Schulter. Seit Erscheinen des zweiten Typs konnte die Auszeichnung auch in Verbindung mit einer Bandschnalle überreicht werden. Während des Ersten Weltkriegs konnten die Bänder noch mit einer für Damen und Herren unterschiedlichen Bandspange mit der Aufschrift WELTKRIEG 1914–18 verziert sein.

## Verleihungszahlen
Der Typ 1 der Medaille wurde von 1892 bis 1915 etwa 46-mal in Gold, 1000-mal in Silber und 1000-mal in Bronze verliehen, der Typ 2 von 1915 bis 1925 durch den Albertverein sechsmal in Gold, 300-mal in Silber und 860-mal in Bronze.

## Bekannte Träger
- Friedrich Bouché
- Auguste Busch
- Benno Credé
- Eugen Dieterich
- Carl Erdmann Kircheis
- Albert Meyer
- Ernst von Schuch
- Johann Alfred von Zahn
- Henriette Goldschmidt